# Bernard Robinson (scenografo)
Bernard Robinson (Liverpool, 1912 – 1970) è stato uno scenografo britannico.
Progettò le scenografie per molti film della casa di produzione  Hammer nel suo periodo di massimo splendore, tra cui La maschera di Frankenstein (1957), Abominable Snowman of the Himalayas (1957), Dracula il vampiro (1958), L'implacabile condanna (1960), Il fantasma dell'Opera (1962), Lo sguardo che uccide (1964) e L'astronave degli esseri perduti (1968).   Era noto per aver conferito ai film della Hammer un aspetto "lussuoso", pur lavorando con un budget limitato. La collaborazione con la casa di produzione terminò con la sua prematura morte nel 1970.

## Filmografia parziale
- Paper Orchid, regia di Roy Ward Baker (1949)
- L'età della violenza (The Good Die Young), regia di Lewis Gilbert (1954)
- La maschera di Frankenstein (The Curse of Frankenstein), regia di Terence Fisher (1957)
- Dracula il vampiro (Dracula), regia di Terence Fisher (1958)
- L'implacabile condanna (The Curse of the Werewolf), regia di Terence Fisher (1960)
- Il fantasma dell'Opera (The Phantom of the Opera), regia di Terence Fisher (1962)
- Lo sguardo che uccide (The Gorgon), regia di Terence Fisher (1964)
- L'astronave degli esseri perduti (Quatermass and the Pit), regia di Roy Ward Baker (1968)